# کودرش
کودرش (به صربی: Kudreš) یک منطقهٔ مسکونی در صربستان است که در گولوباک واقع شده‌است. کودرش ۱۹۳ نفر جمعیت دارد.